# Leptocheirus guttatus
Leptocheirus guttatus is een vlokreeftensoort uit de familie van de Corophiidae. De wetenschappelijke naam van de soort is voor het eerst geldig gepubliceerd in 1864 door Grube.